# Abstammungsprinzip

Staaten mit ius sanguinis oder unbekanntem Staatsbürgerschaftsrecht.
Staaten, in denen das ius soli abgeschafft wurde.
Staaten mit Mischsystem aus beiden Prinzipien.
Staaten mit uneingeschränktem ius soli.

Abstammungsprinzip bezeichnet das Prinzip, nach dem ein Staat seine Staatsbürgerschaft an Kinder verleiht, deren Eltern (oder mindestens ein Elternteil) selbst Staatsbürger dieses Staates sind. Es wird auch Ius sanguinis (auch Jus sanguinis und vereinzelt ius sanguis; lateinisch ius sanguinis ‚Recht des Blutes‘, auch als Blutrecht bezeichnet; vgl. Blutsverwandtschaft) genannt.

Es gilt in den meisten Staaten allein oder in Verbindung mit dem Geburtsortsprinzip und kann nachrangig sein gegenüber ausschließenden Prinzipien wie der Vermeidung mehrfacher Staatsbürgerschaften (z. B. in China) oder früher weit verbreiteten und immer noch anzutreffenden Bedingungen an Geschlecht, Religion oder Ethnie.
Das insbesondere im angelsächsischen Rechtskreis herrschende Ius soli („Recht des Bodens“) ist ein anderes Prinzip des Staatsbürgerschaftserwerbs und knüpft an den Geburtsort an. Es wird in manchen Staaten (z. B. Frankreich) neben dem Ius sanguinis oder in Ergänzung zu diesem praktiziert. In den meisten Staaten gilt eine Mischung beider Erwerbsprinzipien.

## Geschichte
Lange war die Weitergabe der Staatsangehörigkeit allein auf den Vater beschränkt. Diese patrilineare Beschränkung wurde im Zuge der Gleichstellung der Geschlechter aufgegeben, ebenso wie die lange verbreitete Unterscheidung von ehelichen und nichtehelichen Kindern beim Erwerb der Staatsangehörigkeit. Vor allem Staaten, aus denen zahlreiche Auswanderer kamen, neigten zum Abstammungsprinzip, um den Zusammenhang mit ihren Volkszugehörigen, auch wenn diese keine Staatsangehörigen mehr waren, möglichst zu bewahren.

## Staaten, die das Abstammungsprinzip anwenden

### Deutschland
1842 wurde in Preußen das Gesetz über die Erwerbung und den Verlust der Eigenschaft als preußischer Untertan sowie über den Eintritt in fremde Dienste eingeführt. Mit diesem Gesetz war Preußen von dem bis dahin geltenden Ius soli zum Ius sanguinis übergegangen. Der Historiker Wolfgang Wippermann sieht diesen Wandel im Zusammenhang mit dem völkischen Begriff der Nation, der sich im 19. Jahrhundert in Deutschland durchgesetzt habe. Dieser Begriff schloss alle „Fremdvölkischen“ selbst dann aus, wenn sie sich durchaus als deutsch empfanden. Das betraf vor allem Sinti, die auf Grundlage des Staatsangehörigkeitsgesetzes von 1870 nun zu Ausländern erklärt und ausgewiesen wurden, obwohl ihre Vorfahren zumeist seit dem Spätmittelalter in Deutschland gelebt hatten.
Im Deutschen Kaiserreich galt das 1870 noch für den Norddeutschen Bund erlassene Gesetz über den Erwerb und den Verlust der Bundes- und Staatsangehörigkeit vom 1. Juni 1870, in dem die „Bundesangehörigkeit“ aus der Staatsangehörigkeit der Gliedstaaten abgeleitet wurde. Es trat nach der Reichsgründung in weiteren Gliedstaaten in Kraft, etwa im Königreich Bayern durch § 9 des Gesetzes, betreffend die Einführung Norddeutscher Bundesgesetze in Bayern vom 22. April 1871. Auch im Reichsland Elsaß-Lothringen, das kein Bundesstaat, sondern reichsunmittelbar war, wurde die norddeutsche Regelung in der für Bayern geltenden Fassung durch das Gesetz, betreffend die Einführung des Reichsgesetzes über die Freizügigkeit vom 1. November 1867 und des Reichsgesetzes über die Erwerbung und den Verlust der Bundes- und Staatsangehörigkeit vom 1. Juni 1870 vom 8. Januar 1873 in Kraft gesetzt, so dass auch dessen Einwohner Angehörige des Deutschen Reiches wurden.
Sozialdemokraten und Linksliberale von der Fortschrittlichen Volkspartei forderten wiederholt, in Deutschland geborenen und aufgewachsenen Ausländern das Recht auf Einbürgerung zu gewähren. Damit wollten sie die Lage von Kindern aus Ehen deutscher Frauen und staatenloser Männer verbessern, die in Deutschland vollauf integriert lebten. Dies wurde von den meisten anderen Parteien aber abgelehnt, die eine Masseneinwanderung „Volksfremder“, namentlich von Polen und Juden, und dadurch eine Gefährdung der Homogenität der Nation befürchteten. Der Deutschkonservative Abgeordnete Eduard Giese etwa erklärte 1912, er sehe in der „Hauptsache des Bluts, der Abstammung das Entscheidende für den Erwerb der Staatsangehörigkeit. Diese Bestimmung dient hervorragend dazu, den völkischen Charakter und die deutsche Eigenart zu erhalten und zu bewahren“. Deutschland behielt das Ius sanguinis bei.
1914 trat das Reichs- und Staatsangehörigkeitsgesetz in Kraft, das seither im Deutschen Reich und später in der Bundesrepublik Deutschland maßgeblich war. Diese Regelung führte eine der Sache nach einheitliche Reichsstaatsangehörigkeit auf der Grundlage der Staatsangehörigkeiten der deutschen Länder ein, verankerte rechtlich das Abstammungsprinzip und schaffte das teilweise noch geltende Geburtsortsprinzip ab. Während der Zeit des Nationalsozialismus wurden 1934 die Länderstaatsangehörigkeiten abgeschafft und die (unmittelbare) Reichsangehörigkeit als deutsche Staatsangehörigkeit definiert. 1935 wurde das Reichsbürgergesetz erlassen, eines der Nürnberger Gesetze, das das Abstammungsprinzip für Juden und Polen mit deutscher Staatsangehörigkeit aufhob. Nur wer „deutschen oder artverwandten Blutes“ war, konnte „Reichsbürger“ sein. Damit wurde die Teilmenge aller Staatsangehörigen bezeichnet, die mit allen Rechten und Pflichten ausgestattet waren. Allen anderen wurde nur die einfache Staatsangehörigkeit zugewiesen.
Am 15. Juli 1999 beschloss der Deutsche Bundestag das reformierte Staatsangehörigkeitsgesetz (StAG), das am 1. Januar 2000 in Kraft trat. Danach erwirbt ein Kind ausländischer Eltern durch die Geburt im Inland unter bestimmten Bedingungen die deutsche Staatsangehörigkeit. Falls das Staatsangehörigkeitsrecht der Eltern das Abstammungsprinzip vorsieht, erwirbt das Kind beide Staatsangehörigkeiten. Dieser Regelung zufolge musste sich das Kind nach Erreichen der Volljährigkeit entscheiden, welche es behalten wollte. Seitdem hat sich die Gesetzeslage weiterentwickelt: Zunächst wurden Ausnahmen zur Hinnahme von Mehrstaatigkeit für bestimmte Personen vorgesehen, später entfiel die Optionsregelung beim Ius-soli-Erwerb in Gänze durch das Gesetz zur Modernisierung des Staatsangehörigkeitsrechts (StARModG).

### Österreich
Im österreichischen Recht gilt ein reines Abstammungsprinzip. Kinder einer österreichischen Mutter bzw. eines mit der Mutter verheirateten österreichischen Vaters sind von Geburt an österreichische Staatsbürger. Bei unverheirateten Eltern muss der österreichische Vater innerhalb von acht Wochen nach der Geburt die Vaterschaft anerkennen, damit das Kind als österreichischer Staatsbürger anerkannt wird. Erfolgt dies erst später, kann das Kind die Staatsbürgerschaft unter erleichterten Bedingungen durch Verleihung erhalten.
Das österreichische Staatsbürgerschaftsrecht ist im Falle der Einbürgerung gegenüber Doppelstaatsbürgerschaften sehr restriktiv. Die Annahme einer fremden Staatsbürgerschaft führt – ohne vorhergehende Bewilligung des österreichischen Staates – automatisch zum Verlust der österreichischen. Eine Ausnahme sind Kinder mit Eltern unterschiedlicher Staatsbürgerschaft, wo im Land des nicht-österreichischen Elternteils ebenfalls der ius-sanguinis-Grundsatz gilt. In diesem Fall ist das Kind von Geburt an Doppelstaatsbürger und muss sich nach österreichischem Recht auch bei Volljährigkeit nicht für eine der beiden Staatsbürgerschaften entscheiden.

### Schweiz
Das Schweizer Bürgerrecht wird ausschließlich durch Abstammung an Kinder übertragen. Jeder Schweizer erbt (in der Regel von seinem Vater) den Heimat- oder Bürgerort. Als Bürger einer Bürgergemeinde hat er automatisch auch das Schweizer Bürgerrecht. Wohnort der Eltern und eigener Geburtsort sind für diesen Vorgang unerheblich.
Einbürgerungen sind an strenge Bedingungen geknüpft und für die Betroffenen mit langen Wartezeiten verbunden. Wer eingebürgert werden will, ersucht um das Bürgerrecht einer Schweizer Gemeinde, womit er auch das Bürgerrecht des Bundes, der Schweizerischen Eidgenossenschaft, erhält.

### Israel
In Israel besagt das Rückkehrgesetz, dass jede Person nach Israel einwandern darf und anschließend die Staatsbürgerschaft erhält, die einen jüdischen Eltern- oder Großelternteil hat, zum Judentum konvertiert ist oder mit einer Person verheiratet ist, auf die eine der vorgenannten Bedingungen zutrifft. Personen, die von Geburt an oder durch Konversion Juden waren und aus freien Stücken eine andere Religion angenommen haben, sind von dieser Regelung ausgenommen.

### USA
In den Vereinigten Staaten von Amerika gilt neben dem Geburtsortsprinzip auch das Abstammungsprinzip. Angewandt wird dies auf im Ausland geborene Personen, die zum Zeitpunkt der Nationalitätsprüfung noch minderjährig sind. Folgende Fälle sind zu unterscheiden:
- Eine Person, die als Kind zweier US-Staatsbürger (von denen mindestens einer seinen Wohnsitz in den USA hat) im Ausland geboren wird, erwirbt die amerikanische Staatsbürgerschaft per Geburt nach Abschnitt 301(c) des Immigration and Nationality Act (INA).[14]
- Eine Person, die als eheliches Kind eines US-Staatsbürgers (der einen vorgegebenen festen Mindestzeitraum in den USA gelebt hat) und eines Ausländers im Ausland geboren ist, erwirbt die amerikanische Staatsbürgerschaft per Geburt nach Abschnitt 301(g) des INA.[14]
- Eine Person, die als nichteheliches Kind eines männlichen US-Staatsbürgers im Ausland geboren ist, kann nach Abschnitt 301(g) des INA die amerikanische Staatsbürgerschaft erwerben, wenn der Vater bestimmte im Abschnitt 309(a) aufgeführte Voraussetzungen erfüllt.[14]
- Eine Person, die als nichteheliches Kind eines weiblichen US-Staatsbürgers im Ausland geboren ist, kann nach Abschnitt 309(c) die amerikanische Staatsbürgerschaft erwerben, wenn die Mutter zuvor einen vorgegebenen festen Mindestzeitraum in den USA gelebt hat.[14]
- Wenn das Kind zwar außerhalb der USA geboren ist, aber legal, z. B. mit einer Permanent Resident Card, in den USA lebt, erwirbt es die amerikanische Staatsbürgerschaft per Gesetz, also ohne besonderen Antrag. Diese Regel gilt auch für Kinder aus legal dort lebenden Migrantenfamilien, in denen mindestens ein Elternteil sich naturalisieren lässt.
- Wenn das Kind außerhalb der USA geboren ist und weiterhin im Ausland lebt, kann es die US-Staatsbürgerschaft nur auf Antrag erwerben.[15]